# Alpe d'Huez
Alpe d'Huez is een skidorp en wintersportgebied in de Franse Alpen. Het ligt op 1860 meter hoogte, op de zuidwestflank van de Pic Blanc. Het ligt in het bergmassief van de Grandes Rousses, een massief in het zuidwesten van de Alpen.
Alpe d'Huez ligt op de voormalige alpenweides van het dorp Huez, in de gelijknamige gemeente, en ligt op zo'n 59 kilometer van Grenoble. Het skistation is bereikbaar vanuit Grenoble via de D1091 die de vallei van de Romanche volgt. Vanuit Briançon en de Col du Lautaret is Alpe d'Huez ook te bereiken via de Col de Sarenne.
Alpe d'Huez is bekend geworden als aankomst in de Ronde van Frankrijk en, in Nederland, het evenement Alpe d'HuZes waarbij deelnemers geld ophalen voor kankeronderzoek.

## Geschiedenis
Het gebied, dat reeds sedert de middeleeuwen permanent bewoond is, ontwikkelde zich in de jaren 20 van de 20e eeuw tot een wintersportgebied. In 1936 werd er de eerste skilift gebouwd, naar een ontwerp van de Frans-Poolse ingenieur Jean Pomagalski, stichter van het Franse skiliftbedrijf Poma.
In 1968 werd de bobsleepiste gebouwd naar aanleiding van de Olympische Winterspelen van 1968. Door de hoge ligging bleef het ijs een hele winter lang in goede staat.
Bovenaan de Alpe staat de opvallende, moderne kerk Notre-Dame des Neiges, op 6 december 1969 ingewijd. De nieuwbouw kwam op initiatief van de Nederlander Jaap Reuten, die er priester was van 1964 tot 1992. Iedere Touretappe, waarin er een Nederlandse wielrenner als eerste boven was, luidde Reuten de klok.

## Sport

### Alpineskiën
Het skigebied van Alpe d'Huez is met zo'n 250 kilometer verbonden pistes een van de grotere skigebieden in de wereld. Het skigebied is 100 vierkante kilometer groot, waarvan 840 hectare pistes zijn, en het strekt zich uit over het grondgebied van de gemeentes Auris, Huez, Oz-en-Oisans, Vaujany en Villard-Reculas.
Het hoogste punt van het skigebied is de Pic du Lac Blanc (3333 meter); het laagste punt is de Enversin d'Oz op 1100 m). De piste Sarenne is zogezegd met zijn zestien kilometer de langste zwarte piste van de wereld. Deze lengte wordt voornamelijk behaald omdat het tweede deel van de piste zeer vlak is. Er zijn ook verschillende off-pistes in het gebied waaronder la Combe du Loup, le Grand Sablat en de Roche Melon.
Cijfers en feiten
- Plaatsen: Alpe d'Huez, Vaujany, Oz, Auris, Villard Reculas
- Hoogte: 1450 m – 3330 m
- Pistes: 240 km (47 km groen, 53 km blauw, 74 km rood, 66 km zwart)
- Aantal liften: 85
- Kabinebanen: 6
- Gondels: 10
- Stoeltjesliften: 25
- Sleepliften: 45
- uitzicht: 1/5 van Frankrijk
- langste piste van de Franse Alpen: Sarenne (18 km)

### Bobsleeën
In 1951 werd voor de eerste keer de Wereldkampioenschappen bobsleeën in Alpe d'Huez georganiseerd voor de 2-mans- en 4-mansbob. In 1966 werd een nieuwe bobsleebaan gebouwd waarop in 1967 voor de tweede keer door de FIBT het WK werd georganiseerd. In 1968 werden de bobsleewedstrijden van de Olympische Winterspelen 1968 op deze baan in het skioord gehouden. In 1972 werd de bobsleebaan gesloten.
| Baangegevens |         |                         |                    |
| Lengte       | Bochten | Hoogte (start – finish) | Gemiddelde steilte |
| 1500 meter   | 13      | 140 meter               | 9,33%              |

### Wielrennen

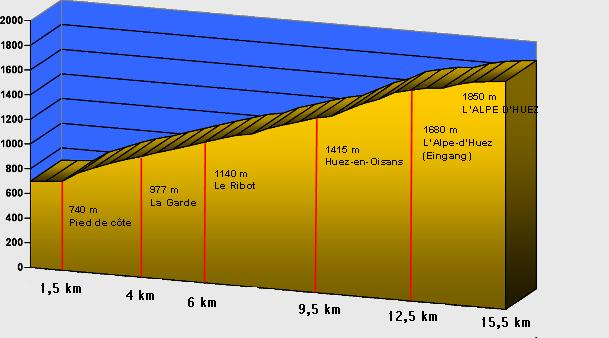
Hoogteprofiel van de beklimming

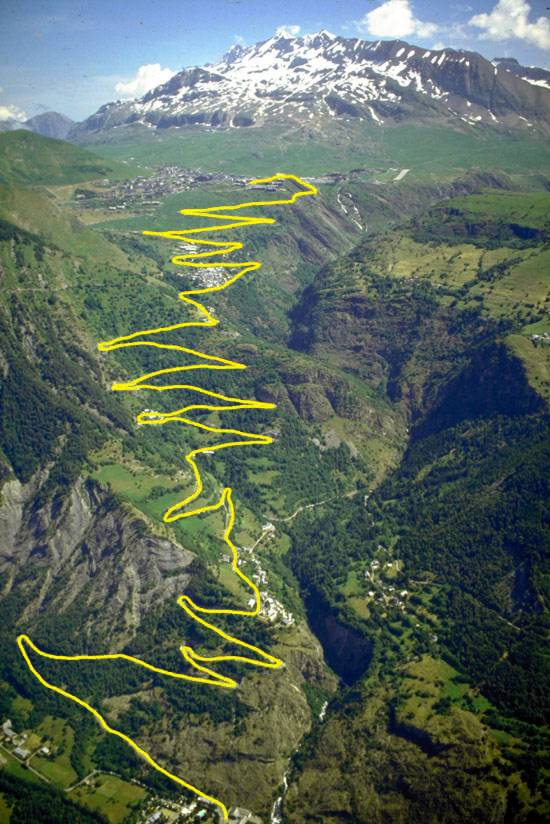
Overzicht van de beklimming naar L'Alpe d'Huez

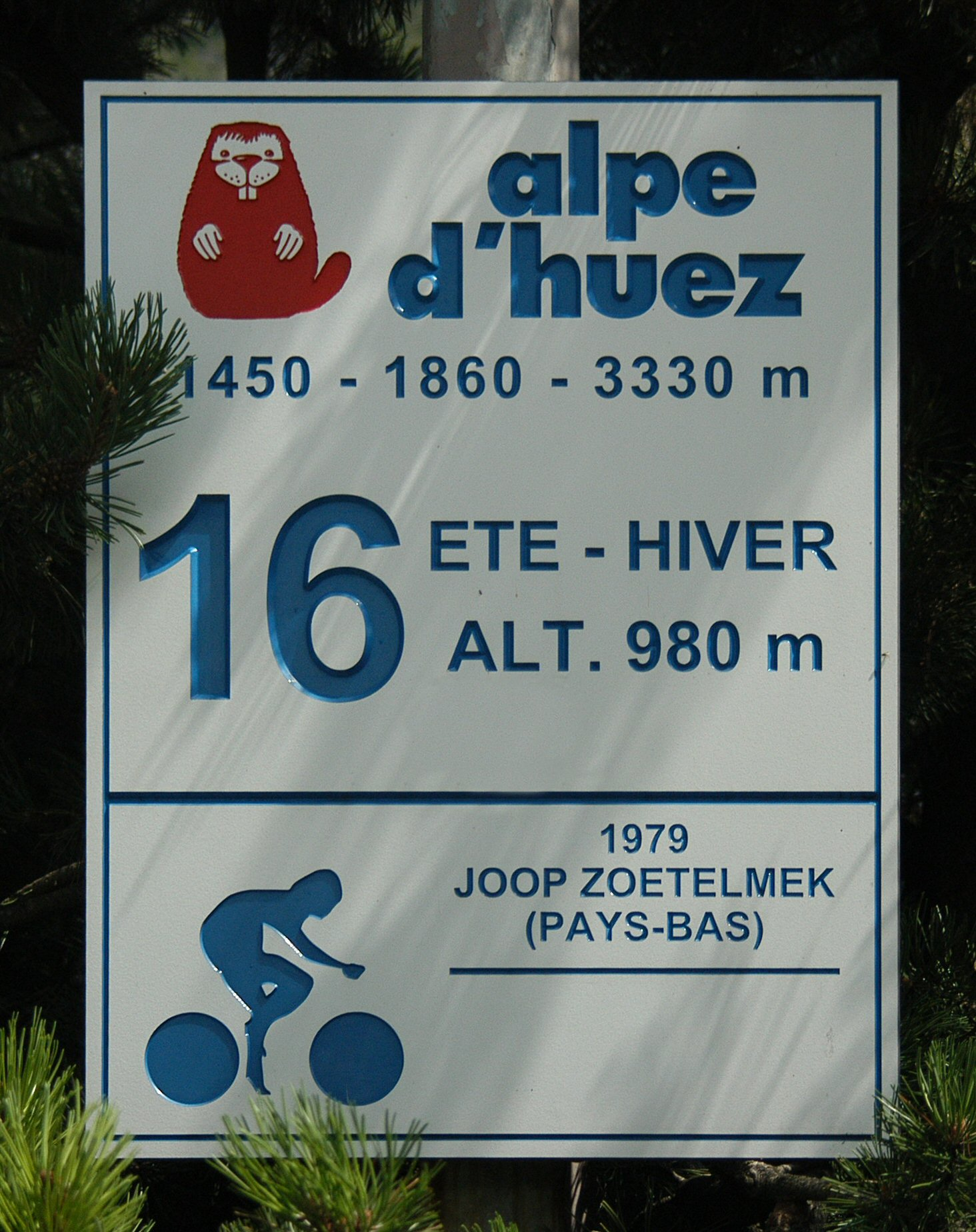
Bord bij bocht 16

Alpe d'Huez was tot en met 2022 31 keer finishplaats in de Ronde van Frankrijk. De beklimming begint in het dorp Le Bourg d'Oisans, is 13,8 km lang en heeft een stijgingspercentage van 7,9 %. In totaal worden 1061 hoogtemeters overbrugd. De berg werd voor het eerst beklommen in de Tour van 1952 in de 10e etappe (Lausanne – Alpe d'Huez), die werd gewonnen door Fausto Coppi. Het was de eerste Touretappe ooit waarbij de aankomst boven op een berg lag. De aankomst lag toen nog in het dorpje Huez, ongeveer halfweg de klim, die tegenwoordig tot de top wordt beklommen. De berg werd voor het laatst beklommen in 2022 als finish van de twaalfde etappe.
De klim telt 21 genummerde haarspeldbochten. Bovenaan de berg ligt bocht 1 en onderaan de berg bocht 21. In elke bocht staat een bord met de vermelding van een of twee etappewinnaars op de Alpe d'Huez: de eerste winnaar is vermeld in bocht 21, met de 22e etappewinnaar is wederom begonnen in bocht 21. De zwaarste stukken liggen tussen de haarspeldbochten. De steilste bevinden zich voor La Garde, bij het binnenrijden van Huez en tussen de bochten drie en twee, op 3 km van de top.
In de Ronde van Frankrijk 2013 vond voor het eerst een afdaling plaats na een beklimming van de Alpe d'Huez. De renners gingen via de Col de Sarenne en Clavans-en-Haut-Oisans naar beneden, om vervolgens de Alpe d'Huez voor een tweede keer in dezelfde etappe te beklimmen.
Nederlandse wielrenners waren in het verleden zeer succesvol op Alpe d'Huez. Van de 27 aankomsten was achtmaal een Nederlander de winnaar. Hennie Kuiper, Joop Zoetemelk en Peter Winnen wonnen zelfs tweemaal. De laatste Nederlandse winnaar was Gert-Jan Theunisse in 1989, die na een solo over ruim honderd kilometer (over de Col du Galibier en Col de la Croix-de-Fer) met een minuut voorsprong op Pedro Delgado en Laurent Fignon aankwam.
De mythische uitstraling van de klim zorgt steeds voor veel publiek langs het traject. Bij elke editie van de Ronde van Frankrijk die de berg aandoet, staan er vele Nederlanders op de berg om de wielrenners aan te moedigen. Bocht 7 staat bekend als de "Nederlandse bocht".
Liefhebbers van het wielrennen kunnen met de Alpe d'HuZes en la Marmotte vanuit le Bourg-d'Oisans naar Alpe d'Huez omhoog fietsen. Alpe d'HuZes is een door Nederlanders georganiseerd evenement, waarmee sinds 2006 geld wordt ingezameld voor KWF Kankerbestrijding. Hierbij wordt de Alpe d'Huez meerdere malen door de duizenden deelnemers beklommen.

#### Winnaars
| Nr | Jaar     | Etappe | Etappestart         | Afstand (km) | Categorie klim | Winnaar            | Nationaliteit | Gele trui            | Bocht |
| -- | -------- | ------ | ------------------- | ------------ | -------------- | ------------------ | ------------- | -------------------- | ----- |
| 32 | 2024 (v) | 8      | Le Grand-Bornand    | 150          | HC             | Demi Vollering     | NED           | Katarzyna Niewiadoma |       |
| 31 | 2022     | 12     | Briançon            | 166          | HC             | Tom Pidcock        | GBR           | Jonas Vingegaard     |       |
| 30 | 2018     | 12     | Bourg-Saint-Maurice | 175,5        | HC             | Geraint Thomas     | GBR           | Geraint Thomas       |       |
| 29 | 2015     | 20     | Modane              | 110,5        | HC             | Thibaut Pinot      | FRA           | Chris Froome         | 14    |
| 28 | 2013     | 18     | Gap                 | 168          | HC             | Christophe Riblon  | FRA           | Chris Froome         | 15    |
| 27 | 2011     | 19     | Modane              | 109,5        | HC             | Pierre Rolland     | FRA           | Andy Schleck         | 16    |
| 26 | 2008     | 17     | Embrun              | 210,5        | HC             | Carlos Sastre      | ESP           | Carlos Sastre        | 17    |
| 25 | 2006     | 15     | Gap                 | 187          | HC             | Fränk Schleck      | LUX           | Floyd Landis         | 18    |
| 24 | 2004     | 16     | Le Bourg-d'Oisans   | 15,5 (ITT)   | HC             | Lance Armstrong    | USA           | Lance Armstrong      | 19    |
| 23 | 2003     | 8      | Sallanches          | 219          | HC             | Iban Mayo          | ESP           | Lance Armstrong      | 20    |
| 22 | 2001     | 10     | Aix-les-Bains       | 209          | HC             | Lance Armstrong    | USA           | François Simon       | 21    |
| 21 | 1999     | 10     | Sestrières          | 220,5        | HC             | Giuseppe Guerini   | ITA           | Lance Armstrong      | 1     |
| 20 | 1997     | 13     | Saint-Étienne       | 203,5        | HC             | Marco Pantani      | ITA           | Jan Ullrich          | 2     |
| 19 | 1995     | 10     | Aime                | 162,5        | HC             | Marco Pantani      | ITA           | Miguel Indurain      | 3     |
| 18 | 1994     | 16     | Valréas             | 224,5        | HC             | Roberto Conti      | ITA           | Miguel Indurain      | 4     |
| 17 | 1992     | 14     | Sestrières          | 186,5        | HC             | Andrew Hampsten    | USA           | Miguel Indurain      | 5     |
| 16 | 1991     | 17     | Gap                 | 125          | HC             | Gianni Bugno       | ITA           | Miguel Indurain      | 6     |
| 15 | 1990     | 11     | Saint-Gervais       | 182,5        | HC             | Gianni Bugno       | ITA           | Ronan Pensec         | 7     |
| 14 | 1989     | 17     | Briançon            | 165          | HC             | Gert-Jan Theunisse | NED           | Laurent Fignon       | 8     |
| 13 | 1988     | 12     | Morzine             | 227          | HC             | Steven Rooks       | NED           | Pedro Delgado        | 9     |
| 12 | 1987     | 20     | Villard-de-Lans     | 201          | HC             | Federico Echave    | ESP           | Pedro Delgado        | 10    |
| 11 | 1986     | 18     | Briançon            | 182,5        | HC             | Bernard Hinault    | FRA           | Greg LeMond          | 11    |
| 10 | 1984     | 17     | Grenoble            | 151          | HC             | Luis Herrera       | COL           | Laurent Fignon       | 12    |
| 9  | 1983     | 17     | La Tour-du-Pin      | 223          | HC             | Peter Winnen       | NED           | Laurent Fignon       | 13    |
| 8  | 1982     | 16     | Orcières-Merlette   | 123          | HC             | Beat Breu          | SUI           | Bernard Hinault      | 14    |
| 7  | 1981     | 19     | Morzine             | 230,5        | HC             | Peter Winnen       | NED           | Bernard Hinault      | 15    |
| 6  | 1979     | 18     | Alpe d'Huez         | 118,5        | HC             | Joop Zoetemelk     | NED           | Bernard Hinault      | 16    |
| 5  | 1979     | 17     | Les Menuires        | 166,5        | HC             | Joaquim Agostinho  | POR           | Bernard Hinault      | 17    |
| 4  | 1978     | 16     | Saint-Étienne       | 240,5        | 1              | Hennie Kuiper      | NED           | Joop Zoetemelk       | 18    |
| 3  | 1977     | 17     | Chamonix-Mont-Blanc | 184,5        | 1              | Hennie Kuiper      | NED           | Bernard Thévenet     | 19    |
| 2  | 1976     | 9      | Divonne-les-Bains   | 258          | 1              | Joop Zoetemelk     | NED           | Lucien Van Impe      | 20    |
| 1  | 1952     | 10     | Lausanne            | 266          | 1              | Fausto Coppi       | ITA           | Fausto Coppi         | 21    |

In 1978 kwam de Belg Michel Pollentier als eerste over de streep, maar werd later gediskwalificeerd omdat hij de dopingcontrole om de tuin probeerde te leiden. Kuiper, die als tweede eindigde, werd tot winnaar van de etappe uitgeroepen. De etappewinsten van Lance Armstrong (2001, 2004) en zijn gele truien (1999, 2003, 2004) zijn formeel uit de boeken verwijderd.

#### Snelste beklimmingen bij Tour de France
De snelste geregistreerde beklimming van de Alpe d'Huez staat sinds de Tour van 1997 op naam van Marco Pantani, die de 14,5 km in 37 minuten en 35 seconden aflegde met een gemiddelde snelheid van 22,0 km/h.
| Rang | Tijd  | Naam                     | Jaar | Nationaliteit |
| ---- | ----- | ------------------------ | ---- | ------------- |
| 1    | 37.35 | Marco Pantani            | 1997 | ITA           |
| 2    | 37.36 | Lance Armstrong          | 2004 | USA           |
| 3    | 38.00 | Marco Pantani            | 1994 | ITA           |
| 4    | 38.01 | Lance Armstrong          | 2001 | USA           |
| 5    | 38.04 | Marco Pantani            | 1995 | ITA           |
| 6    | 38.23 | Jan Ullrich              | 1997 | GER           |
| 7    | 38.34 | Floyd Landis             | 2006 | USA           |
| 8    | 38.35 | Andreas Klöden           | 2006 | GER           |
| 9    | 38.37 | Jan Ullrich              | 2004 | GER           |
| 10   | 39.02 | Richard Virenque         | 1997 | FRA           |
| 11   | 39.06 | Iban Mayo                | 2003 | ESP           |
| 12   | 39.17 | Andreas Klöden           | 2004 | GER           |
| 13   | 39.21 | Jose Azevedo             | 2004 | POR           |
| 14   | 39.28 | Miguel Induráin          | 1995 | ESP           |
| 15   | 39.28 | Alex Zülle               | 1995 | SUI           |
| 16   | 39.30 | Bjarne Riis              | 1995 | DEN           |
| 17   | 39.31 | Carlos Sastre            | 2008 | ESP           |
| 18   | 39.44 | Gianni Bugno             | 1991 | ITA           |
| 19   | 39.45 | Miguel Induráin          | 1991 | ESP           |
| 20   | 39.49 | Nairo Quintana           | 2013 | COL           |
| 21   | 39.52 | Joaquim Rodríguez Oliver | 2013 | ESP           |
| 22   | 40.00 | Jan Ullrich              | 2001 | GER           |
| 23   | 40.46 | Fränk Schleck            | 2006 | LUX           |
| 24   | 40.51 | Aleksandr Vinokoerov     | 2003 | KAZ           |
| 25   | 40.55 | Chris Froome             | 2013 | GBR           |
| 26   | 41.18 | Lance Armstrong          | 2003 | USA           |
| 27   | 41.50 | Laurent Fignon           | 1989 | FRA           |
| 28   | 41.50 | Luis Herrera             | 1987 | COL           |
| 29   | 42.01 | Pierre Rolland           | 2011 | FRA           |
| 30   | 42.15 | Pedro Delgado            | 1989 | ESP           |
| 31   | 45.20 | Gert-Jan Theunisse       | 1989 | NED           |
| 32   | 45.22 | Fausto Coppi             | 1952 | ITA           |
| 33   | 48.00 | Greg Lemond              | 1986 | USA           |
| 34   | 48.00 | Bernard Hinault          | 1986 | FRA           |

13,8 km:
| Rang | Tijd    | Naam                 | Jaar | Nationaliteit |
| ---- | ------- | -------------------- | ---- | ------------- |
| 1    | 36' 50" | Marco Pantani        | 1995 | ITA           |
| 2    | 36' 55" | Marco Pantani        | 1997 | ITA           |
| 3    | 37' 15" | Marco Pantani        | 1994 | ITA           |
| 4    | 37' 36" | Lance Armstrong      | 2004 | USA           |
| 5    | 37' 41" | Jan Ullrich          | 1997 | GER           |
| 6    | 38' 00" | Lance Armstrong      | 2001 | USA           |
| 7    | 38' 10" | Miguel Indurain      | 1995 | ESP           |
| 7    | 38' 10" | Alex Zülle           | 1995 | SUI           |
| 8    | 38' 12" | Bjarne Riis          | 1995 | DEN           |
| 9    | 38' 22" | Richard Virenque     | 1997 | FRA           |
| 10   | 38' 36" | Floyd Landis         | 2006 | USA           |
| 10   | 38' 36" | Andreas Klöden       | 2006 | GER           |
| 11   | 38' 40" | Jan Ullrich          | 2004 | GER           |
| 12   | 38' 44" | Laurent Madouas      | 1995 | FRA           |
| 13   | 38' 55" | Richard Virenque     | 1994 | FRA           |
| 14   | 39' 01" | Carlos Sastre        | 2006 | ESP           |
| 15   | 39' 06" | Iban Mayo            | 2003 | ESP           |
| 16   | 39' 12" | Andreas Klöden       | 2004 | GER           |
| 17   | 39' 14" | José Azevedo         | 2004 | POR           |
| 18   | 39' 15" | Levi Leipheimer      | 2006 | USA           |
| 19   | 39' 22" | Francesco Casagrande | 1997 | ITA           |
| 19   | 39' 22" | Nairo Quintana       | 2015 | COL           |
| 20   | 39' 23" | Bjarne Riis          | 1997 | DEN           |
| 21   | 39' 30" | Miguel Indurain      | 1994 | ESP           |
| 21   | 39' 30" | Luc Leblanc          | 1994 | FRA           |
| 22   | 39' 31" | Carlos Sastre        | 2008 | ESP           |
| 23   | 39' 37" | Volodymyr Poelnikov  | 1994 | UKR           |
| 24   | 39' 40" | Giuseppe Guerini     | 2004 | ITA           |
| 25   | 39' 41" | Santos González      | 2004 | ESP           |
| 25   | 39' 41" | Vladimir Karpets     | 2004 | RUS           |
| 26   | 39' 45" | Gianni Bugno         | 1991 | ITA           |
| 26   | 39' 45" | Miguel Indurain      | 1991 | ESP           |
| 27   | 39' 46" | Luc Leblanc          | 1991 | FRA           |
| 28   | 39' 47" | Denis Mensjov        | 2006 | RUS           |
| 28   | 39' 47" | Michael Rasmussen    | 2006 | ESP           |
| 28   | 39' 47" | Pietro Caucchioli    | 2006 | ITA           |
| 29   | 39' 50" | Nairo Quintana       | 2013 | COL           |
| 30   | 39' 52" | Claudio Chiappucci   | 1995 | ITA           |
| 30   | 39' 52" | Paolo Lanfranchi     | 1995 | ITA           |
| 31   | 39' 53" | Joaquim Rodriguez    | 2013 | ESP           |
| 32   | 39' 54" | Beat Zberg           | 1997 | SUI           |
| 32   | 39' 54" | Udo Bölts            | 1997 | GER           |
| 32   | 39' 54" | Roberto Conti        | 1997 | ITA           |
| 32   | 39' 54" | Laurent Madouas      | 1997 | FRA           |
| 33   | 39' 56" | David Moncoutié      | 2006 | FRA           |
| 34   | 39' 57" | Carlos Sastre        | 2004 | ESP           |
| 35   | 39' 58" | Tony Rominger        | 1995 | SUI           |
| 35   | 39' 58" | Stéphane Goubert     | 2004 | FRA           |
| 35   | 39' 58" | Ivan Basso           | 2004 | ITA           |
| 36   | 39' 59" | Jan Ullrich          | 2001 | GER           |
| 37   | 40' 01" | Pjotr Oegroemov      | 1994 | LAT           |
| 37   | 40' 01" | Alex Zülle           | 1994 | SUI           |
| 37   | 40' 01" | Pavel Tonkov         | 1995 | RUS           |